# Благодать (Україна)
Благода́ть — село Білозерської міської громади Покровського району Донецької області, Україна.

## Історія
Село Благодать (Прибиткова) виникло в середині XIX сторіччя. По розповідям односелів, невеликий хутір заснував пан з Харківщини по прізвищу Прибитков, який купив землю і привіз з собою декілька родин селян.
Станом на 1854 рік, у власницькому селі Благодатна було 8 дворів, де проживало 50 осіб. У південній частині сучасного села з'явився хутір Іванівський (3 двори, 25 жителів), пізніше (в районі ставку в центрі села) — хутір Крупко, названий на честь місцевих власників, із заводом, який випускав добротну цеглу.
У 1894 році село Благодатне відносилося до Степанівської волості. Прихожани села були в приході села Степанівки.
\ В 1908 році в Благодатному проживали 114 осіб (56 дворів). Станом на 1915 рік, О. П. і Д. П. Крупки володіли 102 десятинами 600 кв. сажнями землі, Благодатівське товариство селян — 109 десятинами землі, а наділи окремих селян Благодаті розміщувалися на 86 десятинах 288 кв. сажнях землі.
У звіті начальника горного управління півдня Росії за 1915 рік вказана Прибитковська горнозаводська оброчна стаття в Бахмутському повіті, під розвідкою, по трьох дозвільним свідотствам у його власників — І.Горячкіна. Саме опис йде про місце знаходження вугілля біля села Прибиткове (Благодать), бо «другой Прибытковки» в Бахмутському повіті не було..

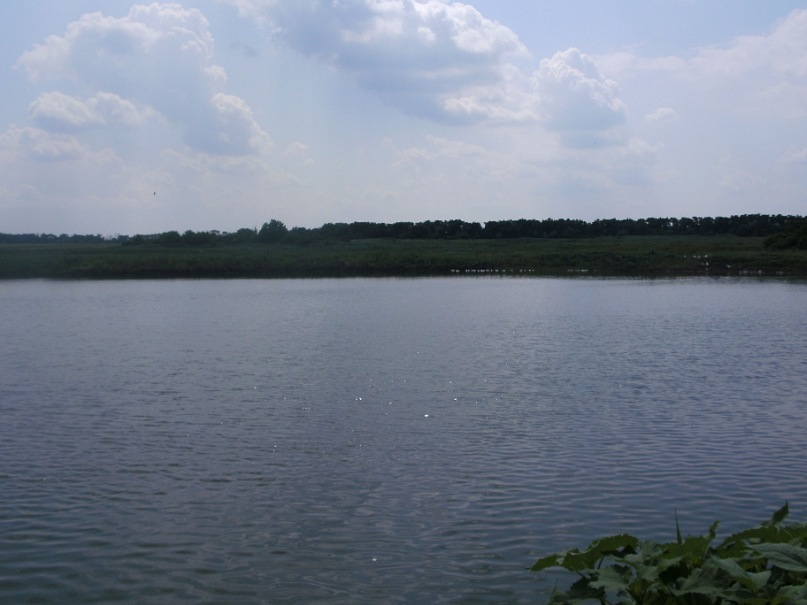
Став у селі Благодать Добропільського району. Тут був хутір Крупко

На початку 20-х років ХХ сторіччя в околицях Благодаті, у селах Любицькому та Урицькому, були відкриті початкові школи. Перші колгоспи в селі й околицях виникли в 1930 році (так, у Благодаті діяв колгосп імені В. І. Леніна, а в Любицькому — «Любицький»), які після 1950 року об'єдналися. Центральна садиба перебувала в сусідньому Нововодяному і колгосп мав нову назву — імені Урицького. В об'єднаному колгоспі було 6400 га сільгоспугідь, серед яких 5100 га оранки.
В 1939 році в селі Благнодать заснована сільська рада (теперішня садиба Тараса Росолова), відкрита початкова школа, яка працювала до 1960 року. Вчителями працювали Федосія Григорівна Крупко та Катерина Степанівна Полтавець.
В січні-лютому 1942 року тут були напружені бої, радянські солдати, ймовірно — з першого кавалерійського корпусу (Ф. А. Пархоменка), захоронені в братській могилі села Благодать (до війни це була силосна яма; опізнавальні знаки загиблих староста села відвіз до Краматорська, де вони зникли). В братській могилі села Благодать поховані 152 солдата і офіцери червоної армії. В 1990 році проведено перепоховання солдат, які загинули в селі Урицькому (Весна). У 2003 році відкрили пам'ятник односельцям (64 прізвищ), які загинули в роки другої світової війни.
В 1957-1962 роках побудували залізницю Дубове — Мерцалове, і в районі села облаштували зупинний пункт 49 км. В 2009 році залізнична колія перестала функціювати.
До 1965 року в селі Благодать перебувала сільрада. В селі Благодать у 1960 році були побудовані магазин, сільський клуб. В цьому році село було електрифіковане і радіофіковане (до кожної хати провели підземне радіо). Спочатку селяни працювали за нароховані трудодні, а тільки з 1961 року за карбованці.
ВІДОМІ ЛЮДИ.
- Савостянов Віктор Миколайович — начальник Добропільського МРВ УМВС України в Донецькій області.

## Жертви сталінських репресій
- Теслицький Кіндрат Іванович, 1881 року народження, село Благодать Краматорського району Донецької області, українець, освіта початкова, безпартійний. Колгоспник. Проживав у селі Благодать Краматорського району Донецької області. Заарештований 13 березня 1933 року. Особливою нарадою при колегії ДПУ УРСР 26 квітня 1933 року засуджений на три роки заслання у Північний край. Реабілітований у 1989 році.
- Флек Кіндрат Андрійович, 1883 року народження, Марксштадський район Красноярської області, німець, освіта початкова, безпартійний. Колгоспник колгоспу імені Тельмана. Проживав у селі Благодать Краматорського району Донецької області. Заарештований 28 вересня 1937 року. Особливою нарадою при НКВС СРСР 31 жовтня 1937 року засуджений до розстрілу. Даних про виконання вироку немає. Реабілітований у 1990 році.
- Педенко Іван Сергійович, 1907 року народження, село Благодать Краматорського району Донецької області, українець, освіта початкова, безпартійний. Колгоспник колгоспу імені Затонського. Проживав у селі Благодать Краматорського району Донецької області. Заарештований 13 березня 1933 року. Особливою нарадою при колегії ДПУ УРСР 26 квітня 1933 року ув'язнений у концтабір на три роки. Реабілітований у 1989 році.